# Штандер Василь Вікторович
Василь Вікторович Штандер (нар. 2 червня 1996, Шацьк, Волинська область, Україна) — український футболіст, півзахисник.

## Клубна кар'єра
Вихованець молодіжних академій володимир-волинського БРВ-ВІК та донецького «Шахтаря». У 2013 році підписав контракт з першою командою донецького «Шахтаря», за яку, однак, не зіграв жодного офіційного поєдинку. Виступав за резервістів донецького клубу, а також за «Шахтар-3». Дебютував за третю команду гірників 1 вересня 2013 року в переможному (2:1) виїзному поєдинку Другої ліги проти черкаського «Славутича». Василь вийшов на поле на 90-й хвилині, замінивши Володимира Садоху. Дебютним голом у професіональному футболі відзначився 20 вересня 2014 року на 87-й хвилині нічийного (2:2) домашнього поєдинку 9-о туру Другої ліги проти кременчуцького «Кременя». Штандер вийшов на поле на 46-й хвилині, замінивши Дениса Арендарука. Також виступав за юнацьку команду гірників, з якою дійшов до фіналу юнацької Ліги чемпіонів. За «Шахтар-3» зіграв 27 матчів та відзначився 1 голом у Другій лізі. У серпні 2015 року з'явилася інформація, що у Василя завершився контракт з «Шахтарем» і він залишив команду у статусі вільного агента, проте вже наступного дня гравець спростував цю інформацію.
У вересні 2015 року підписав контракт з комсомольським «Гірник-спортом». Дебютував за нову команду 5 вересня 2015 року в програному (0:1) домашньому поєдинку 7-о туру Першої ліги проти «Черкащини-Академії». Штандер вийшов на поле на 55-й хвилині, замінивши Вадима Воронченка. Проте закріпитися в команді не зумів й зігравши 2 поєдинки в Першій лізі й наприкінці листопада 2015 року залишив комсомольський клуб. У середині лютого 2016 року був орендований грузинською «Гурією». Дебютував у складі команди з Ланчхуті 23 лютого 2016 року в нічийному (0:0) домашньому поєдинку 17-о туру Ліги Еровнулі проти «Шукури». Василь вийшов на поле в стартовому складі та відіграв увесь матч. Єдиним голом за «Гурію» відзначився 27 лютого 2016 року на 90-й хвилині переможного (2:0) виїзного поєдинку 18-о туру Ліги Еровнулі проти «Саповнели». Штандер вийшов на поле на 64-й хвилині, замінивши Бонга Фанепенга-Фодюпа. У вищому дивізіоні чемпіонату Грузії зіграв 10 матчів, відзначився 1 голом.
У середині серпня 2016 року повернувся до України, де підписав контракт з «Іллічівцем-2». Дебютував за маріупольський колектив 15 серпня 2016 року в переможному (4:2) домашньому поєдинку 4-о туру Другої ліги проти білоцерківського «Арсеналу». Василь вийшов на поле в стартовому складі, а на 55-й хвилині його замінив Данило Папук. Дебютним голом за «Іллічівець-2» відзначився 27 серпня 2016 року на 35-й хвилині переможного (3:1) домашнього поєдинку 6-о туру Вищої ліги проти одеського «Реал Фарма». Штандер вийшов на поле в стартовому складі, а на 55-й хвилині його замінив Данило Папук. У першій частині сезону 2016/17 за «Іллічівець-2» зіграв 13 матчів та відзначився 4-а голами. Наприкінці січня 2017 року залишив маріупольський колектив.
З 2017 по 2018 рік виступав за аматорські клуби «Рочин» (Соснівка) та «Калуш».

## Кар'єра в збірній
Викликався до складу юнацьких збірних України U-16 та U-17.